# Robert Megennis
Pas d'image ? Cliquez ici
Robert Megennis (né le 5 mars 2000) à New York aux États-Unis est une pilote de course automobile américain.

## Carrière
Robert Megennis a débuté le sport automobile en 2014 en participant à des épreuves de karting.
En 2020, Robert Megennis a fait ses débuts dans le championnat European Le Mans Series au sein de l'écurie anglaise RLR Msport aux mains d'une Ligier JS P320. Il participa ainsi aux 4 Heures de Spa-Francorchamps et aux Castellet 240. Il participa également à la manche américaine de l'Intercontinental GT Challenge, les 8 Heures d'Indianpolis, au volant d'une Honda NSX GT3 Evo.

## Palmarès

### Résultats auxEuropean Le Mans Series
| Année | Ecurie     | Châssis        | Moteur                    | Classe | 1   | 2     | 3     | 4   | 5   | Position | Points |
| ----- | ---------- | -------------- | ------------------------- | ------ | --- | ----- | ----- | --- | --- | -------- | ------ |
| 2020  | RLR Msport | Ligier JS P320 | Nissan VK56 5,6 l V8 Atmo | LMP3   | LEC | SPA 7 | LEC 4 | MON | POR | 19e      | 18     |